# Hodgsoniola junciformis
Hodgsoniola junciformis är en grästrädsväxtart som först beskrevs av Ferdinand von Mueller, och fick sitt nu gällande namn av Ferdinand von Mueller. Hodgsoniola junciformis ingår i släktet Hodgsoniola och familjen grästrädsväxter. Inga underarter finns listade i Catalogue of Life.